# Ed’ System ZVVZ
Ed’ System ZVVZ war eine tschechische Radsportmannschaft.
Das Team wurde 1998 gegründet, nachdem der tschechische Klimaanlagenhersteller ZVVZ sein Engagement beim australischen Formation ZVVZ-GIANT-AIS beendete. Einer der Sportlichen Leiter des ZVVZ-GIANT-AIS-Teams, Jiri Zenisek, wechselte mit vier seiner Fahrer, darunter Tomáš Konečný zum neuen Team  ZVVZ-DLD. Nach Sponsorenwechseln hieß das Team ab 1999 Wüstenrot-ZVVZ und ab 2003 Ed’ System ZVVZ.
Die Mannschaft nahm 2005 an den UCI Continental Circuits als Professional Continental Team teil und wurde am Ende der Saison aufgelöst.

## Erfolge 2005
| Datum        | Rennen               | Sieger       |
| ------------ | -------------------- | ------------ |
| 16.–24. Juli | Tour of Qinghai Lake | Martin Mareš |

## Team 2005
| Name                  | Geburtstag         | Nationalität | Team 2006                     |
| --------------------- | ------------------ | ------------ | ----------------------------- |
| Petr Benčík           | 29. Januar 1976    | Tschechien   | PSK Whirlpool                 |
| Roman Broniš          | 17. Oktober 1976   | Slowakei     | Dukla Trenčín Merida          |
| Andreas Dietziker     | 15. Oktober 1982   | Schweiz      | Team L.P.R.                   |
| Michal Kadlec         | 27. November 1985  | Tschechien   | Unbekannt                     |
| Milan Kadlec          | 13. Oktober 1974   | Tschechien   | ASC Dukla Praha               |
| Marcel Klaus          | 6. Oktober 1976    | Schweiz      | Unbekannt                     |
| David Kupka           | 12. Oktober 1979   | Tschechien   | Unbekannt                     |
| Martin Mareš          | 23. Januar 1982    | Tschechien   | Naturino-Sapore di Mare       |
| Xavier Pache          | 8. Juli 1980       | Schweiz      | Unbekannt                     |
| Christian Pfannberger | 9. Dezember 1979   | Österreich   | Elk Haus-Simplon              |
| Michal Precechtel     | 24. Oktober 1977   | Tschechien   | Unbekannt                     |
| Josef Soukup          | 24. September 1981 | Tschechien   | Hadimec-Nazionale Elettronica |
| Florian Stalder       | 13. September 1982 | Schweiz      | Phonak Hearing Systems        |
| Ján Svorada           | 28. August 1968    | Tschechien   | Karriereende                  |
| Ján Valach            | 19. August 1973    | Slowakei     | Aposport Krone Linz           |
| Jindrich Vana         | 12. Juli 1975      | Tschechien   | Unbekannt                     |
| Kamil Vrana           | 13. Oktober 1979   | Tschechien   | Elk Haus-Simplon              |
| Pavel Zerzan          | 15. Mai 1978       | Tschechien   | Unbekannt                     |